# Gasteiz Hoy
Gasteiz Hoy es un medio de comunicación español que publica contenidos en línea sobre la ciudad de Vitoria. Fue fundado en septiembre de 2011.

## Historia
Fundado el 26 de septiembre de 2011 y en línea desde entonces, la publicación está dirigida por Ignacio Gatón Busto. Según los datos auditados por la Oficina de Justificación de la Difusión, Gasteiz Hoy tuvo en julio de 2022 528 272 usuarios únicos y consiguió amasar un total de 1 631 377 visitas a su página web. A lo largo de ese mes, se vieron en gasteizhoy.com un total de 2 425 654 páginas.